# Bori (Benim)
Para outros significados ver Bori desambiguação
Bori é uma vila e arrondissement localizada na comuna de N’Dali no Departamento de Borgou do Benim.